# Hermann von Choltitz
Hermann Ernst Alfred Ludwig von Choltitz (* 11. August 1868 in Wiese gräflich, Oberschlesien; † 20. März 1947 in Wiesbaden) war ein deutscher Landrat.

## Leben

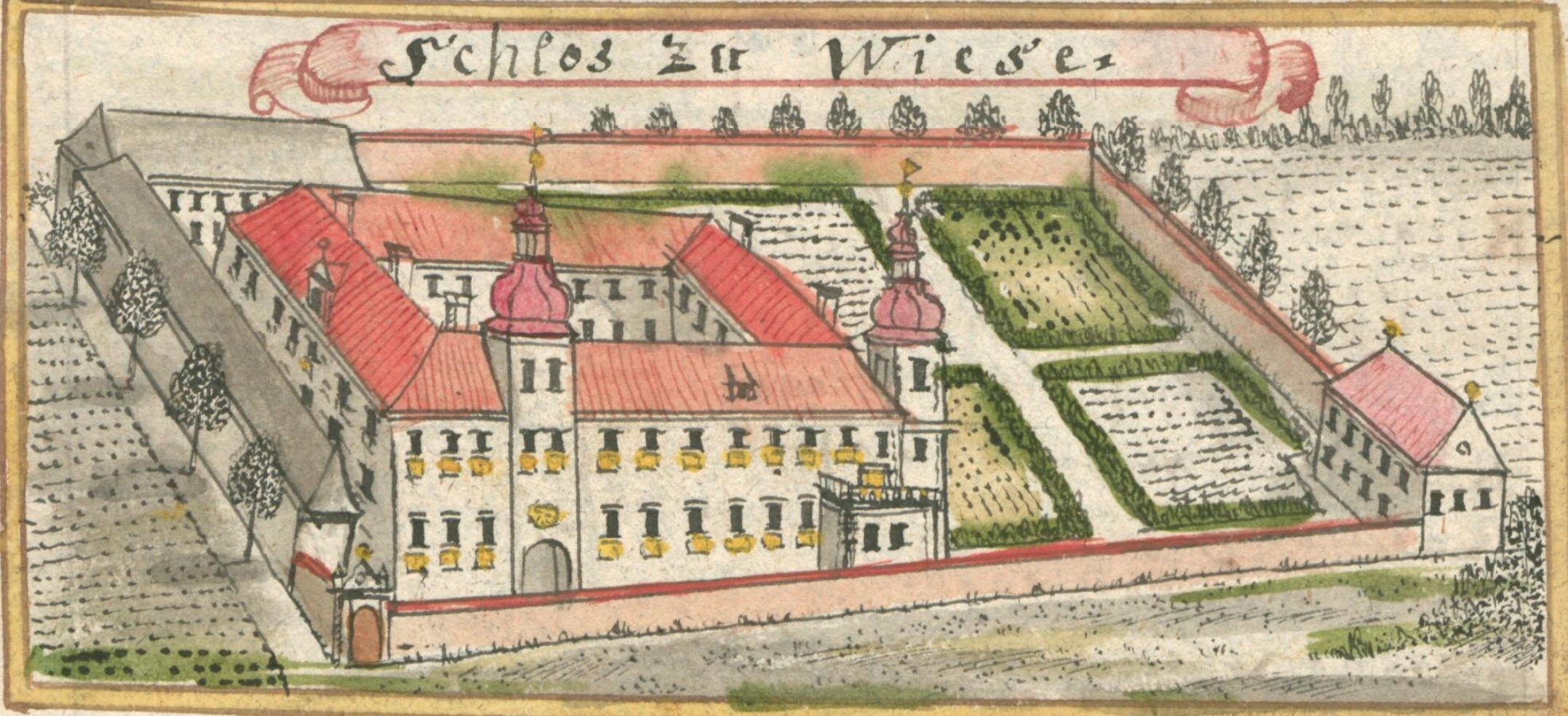
Schloss Gräflich Wiese nach F. B. Werner

Hermann war ein Sohn des gleichnamigen preußischen Hauptmanns und Herrn auf Wiese-Gräflich Hermann von Choltitz (1828–1876) und dessen Ehefrau Antonia, geborene von Carlowitz (* 1833). Seine ältere Schwester Antonie (* 1864) war mit dem preußischen General der Kavallerie Otto von Garnier verheiratet. Ein Neffe war der spätere General der Infanterie Dietrich von Choltitz.
Wie sein Vater studierte Choltitz zunächst an der Rheinischen Friedrich-Wilhelms-Universität, wo er 1887 Mitglied des Corps Guestphalia Bonn wurde. Er wechselte an die Universität Breslau und wurde 1891 Corpsschleifenträger der Silesia Breslau. Nach Abschluss des Studiums schlug er die Beamtenlaufbahn ein, während sein Bruder Hans (* 1865) das elterliche Gut bewirtschaftete. Choltitz wurde Generallandschaftspräsident von Schlesien und war von 1907 bis 1920 Landrat von  Kreises Neustadt.
Vor Beginn des Ersten Weltkriegs übernahm Choltitz die Führung des Gutsbetriebs in Wiese-Gräflich, während sein Bruder Hans als Major und Kommandeur des Ulanen-Regiments „Prinz August von Württemberg“ (Posensches) Nr. 10 Kriegsdienst in Flandern leistete.
Choltitz hatte sich am 17. Januar 1911 in Langenbrück mit Margarete Crüger (* 1885) verheiratet. Aus der Ehe gingen die Kinder Hermann (* 1911), Maria (* 1914) und Joachim (* 1915) hervor.